# Ligia pallida
Ligia pallida är en kräftdjursart som beskrevs av Jackson 1938. Ligia pallida ingår i släktet Ligia och familjen gisselgråsuggor. Inga underarter finns listade i Catalogue of Life.